# HMS Eglinton (L87)
HMS Eglinton (L87) là một tàu khu trục hộ tống lớp Hunt Kiểu I của Hải quân Hoàng gia Anh Quốc được hạ thủy và đưa ra phục vụ vào năm 1940. Nó đã hoạt động cho đến hết Chiến tranh Thế giới thứ hai, cho đến khi xuất biên chế năm 1945 và bị bán để tháo dỡ năm 1956.

## Thiết kế và chế tạo
Eglinton được đặt hàng cho hãng Vickers-Armstrongs tại River Tyne trong Chương trình Chế tạo 1939 và được đặt lườn vào ngày 8 tháng 6 năm 1939. Nó được hạ thủy vào ngày 28 tháng 12 năm 1939 và nhập biên chế vào ngày 28 tháng 8 năm 1940. Con tàu được cộng đồng dân cư Alton, Hampshire đỡ đầu trong khuôn khổ cuộc vận động gây quỹ Tuần lễ Tàu chiến năm 1942.

## Lịch sử hoạt động
Eglinton hoạt động cùng Chi hạm đội Khu trục 16 trong suốt thời gian phục vụ trong chiến tranh. Nó từng tham gia hai cuộc đụng độ với tàu phóng lôi E-boat Đức Quốc xã trong khi hộ tống các đoàn tàu vận tải đi sang phía Đông, cũng như tham gia cuộc Đổ bộ Normandy.
Sau tháng 8 năm 1945, Eglinton được cho xuất biên chế và đưa về lực lượng dự bị tại Harwich. Đến ngày 24 tháng 6 năm 1955, nó được đề cử như một tàu thử nghiệm tham gia cuộc thực tập "Sleeping Beauty", trắc nghiệm đặc tính những con tàu trong thành phần dự bị và thời gian để đưa chúng trở lại hoạt động cùng hạm đội thường trực. Cuối cùng con tàu bị bán để tháo dỡ, và bị tháo dỡ tại Blyth bởi hãng Hughes Bolckow vào ngày 28 tháng 5 năm 1956.